# Тлмаче
Тлмаче (слч. Tlmače, мађ. Garamtolmács) су град у Словачкој, у оквиру Њитранског краја, где су у саставу округа Љевице.

## Географија
Тлмаче су смештене у средишњем делу државе. Главни град државе, Братислава, налази се 140 km западно од града.
Рељеф: Тлмаче су се развиле у области Тјеков. Град се сместио у бреговитом подручју, на месту где крајње северни обод Панонске низије прелази у горје Татри. Надморска висина граде је око 180 метара.
Клима: Клима у Тлмачама је умерено континентална.
Воде: Кроз Тлмаче протиче река Хрон. Она дели град на два дела; Западни је нови, а источни је стари.

## Историја
Људска насеља на простору Тлмача везују се још за праисторију. Насеље под данашњим именом први пут се спомиње 1075. године.
Крајем 1918. године. Тлмаче су постале део новоосноване Чехословачке. У време комунизма насеље је индустријализовано, па је дошло до повећања становништва. Градска права су добијена 1986. године. После осамостаљења Словачке град је постао општинско средиште, али је дошло и до проблема везаних за преструктурирање привреде.

## Становништво
| Година:    | 1994. | 2004.    | 2014.    | 2024.   |
| ---------- | ----- | -------- | -------- | ------- |
| Број људи: | 5440  | 4226     | 3712     | 3507    |
| Разлика:   |       | -22,31 % | -12,16 % | -5,52 % |

| Година:    | 2023. | 2024.   |
| ---------- | ----- | ------- |
| Број људи: | 3542  | 3507    |
| Разлика:   |       | -0,98 % |

Данас Тлмаче имају нешто мање од 4.000 становника и последњих година број становника опада.
Етнички састав: По попису из 2001. године састав је следећи:
- Словаци - 96,1%,
- Мађари - 1,4%,
- Чеси - 1,0%,
- Роми - 0,5%,
- остали.

Верски састав: По попису из 2001. године састав је следећи:
- римокатолици - 72,5%,
- атеисти - 17,4%,
- лутерани - 5,5%,
- остали.